# Ron-Robert Zieler
Ron-Robert Zieler (sinh ngày 12 tháng 2 năm 1989) là cầu thủ người Đức. Hiện Zieler đang là thủ môn của Hannover 96 và Đội tuyển bóng đá quốc gia Đức.

## Sự nghiệp ở câu lạc bộ

### Khởi đầu sự nghiệp
Zieler sinh ra ở Köln, bang Nordrhein-Westfalen, tây nước Đức. Anh khởi đầu sự nghiệp bóng đá của mình với câu lạc bộ ở quê nhà là SCB Viktoria Köln trước khi chuyển sang 1. FC Köln]] vào năm 2001. Vào tháng 6 năm 2005, anh đã đến Anh để chuyển sang chơi bóng cho Manchester United.

### Manchester United
Trong mùa giải đầu tiên trong màu áo của Manchester United, Zieler đã chơi 22 trận cho đội U18, trong đó có 4 trận ở giải FA Youth Cup. Anh thường không có tên trong đội hình chính của đội U18, bao gồm cả trận chung kết giải Manchester Senior Cup năm 2006. Mùa giải tiếp theo, anh đã chia sẻ vị trí bắt chính tại đội U18 với Ben Amos, và có trận bắt chính đầu tiên cho đội trong trận thua 0-3 trước Sheffield United. Mặc dù có khởi đầu không thuận lợi, nhưng bốn ngày sau, anh đã giữ sạch lưới trong trận thắng trước Oldham Althletic với tỉ số 2-0.
Mùa giải 2008-2009 đánh dấu lần đầu tiên Zieler có mặt trong đội 1 của Manchester United với số áo 38. Anh có tên trên băng ghế dự bị của đội trong trận thắng Middlesbrough 2-0 tại League Cup.

### Northampton Town (cho mượn)
Vào ngày 28 tháng 11 năm 2008, anh sang Northampton Town theo dạng cho mượn. Tại đây anh chỉ có 2 trận thi đấu cho đội, trận thắng Walsall 2-0 và trận hòa Brighton & Hove Albion F.C 1-1 trước khi trở lại Manchester United

### Trở lạiManchester United
Sau khi trở lại Manchester United, Zieler là thủ môn đội dự bị, chỉ để thủng lưới 1 bàn sau 4 trận. Nhưng trong trận đấu gặp đội dự bị Newcastle United, anh đã bị gãy tay sau pha va chạm với cầu thủ đối phương ở trên không. Anh đã trở lại thi đấu trước mùa giải 2009-2010, nhưng phải vật lộn để có vị trí trong đội hình dự bị. Anh đã thường xuyên "làm bạn" với ghế dự bị và đã buộc phải trở lại Đức.

### Hannover 96
Ngày 22 tháng 4 năm 2010, anh ký hợp đồng 2 năm với Hannover 96 và mang áo số 20. Mùa giải đầu tiên, anh thường xuyên đá ở Hannover 96 II và ít khi đá đội hình chính. Nhưng trong trận đấu với Eintracht Frankfurt vào ngày 16 tháng 1 năm 2010, anh đã có trận bắt chính và đã thể hiện tốt khi giữ sạch lưới trong chiến thắng 3-0 của đội ngay trên sân khách. Và kể từ đó, anh đã có suất bắt chính trong đội hình của Hannover, đẩy Florian Fromlowitz lên ghế dự bị và phải rời đội bóng sau khi mùa giải kết thúc.
Anh đang mang chiếc áo số 1 của đội bóng. Ngày 24 tháng 6 năm 2011, Zieler ký hợp đồng mới với Hannover 96 có thời hạn đến tháng 6 năm 2015. Mùa 2011-2012 chứng kiến lần đầu tiên anh thi đấu tại UEFA Europa League trong trận sơ loại cuối cùng trước Sevilla. Anh giữ vị trí số 1 trong khung gỗ trong toàn mùa giải đó, chơi 4410 phút trên mọi mặt trận.
Mùa giải 2012-2013, anh khởi đầu mùa giải thành công khi cản phá thành công 2 quả penalty ở loạt sút luân lưu với Dynamo Dresden tại vòng 2 cúp quốc gia, chung cuộc Hannover 96 thắng 5-4 và lọt vào vòng trong. Cũng trong mùa đó anh thủng lưới 11 bàn lần lượt 5-0 và 6-1 trong 2 lần đối đầu với Bayern München.Mùa đó anh chơi tổng cộng 4440 phút trên mọi mặt trận.
Phong độ ấn tượng của anh giúp anh được Liverpool để ý, nhưng anh quyết định tiếp tục gắn bó với đội bóng. Anh có trận đấu thứ 100 cho câu lạc bộ trong trận đấu với SC Freiburg vào ngày 21 tháng 12 năm 2013. Toàn mùa 2013-2014, anh chơi 3240 phút ở tất cả các đấu trường.
Hè 2014, anh được chọn vào đội hình tuyển Đức tham dự World Cup 2014, là thủ môn số 3 sau Manuel Neuer và Roman Weidenfeller. Anh đã cùng đội tuyển đăng quang tại Brazil năm đó. Ngày 9 tháng 8 năm 2014 anh kí bản hợp đồng mới với đội bóng đến năm 2017.
Đầu mùa 2015-2016, tân huấn luyện viên của đội Michael Frontzeck chọn anh làm đội trưởng mới của đội sau khi Lars Stindl chuyển tới Borussia Monchengladbach. Trận thua 4-2 trước Borussia Dortmund vào ngày 12 tháng 9 năm 2015 là trận đầu tiên anh làm đội trưởng của đội bóng. Chiến thắng 2-1 trước SV Hamburg vào ngày 1 tháng 11 năm 2015 giúp anh phá vỡ kỉ lục của đội bóng về số lần ra sân với 153 trận, kỉ lục trước đó thuộc về Hans Joseph Hellingrath. Anh đã không thể giúp cho đội bóng trụ hạng thành công ở mùa giải đó. Ngày 3 tháng 6 năm 2016, anh chuyển tới Leicester City F.C.
Trong suốt khoảng thời gian thi đấu cho câu lạc bộ, anh luôn thi đấu đủ 34 trận trong mỗi mùa giải từ mùa 2011-2012. Tại Bundesliga 2015-2016, anh là thủ môn đối mặt với nhiều cú sút nhất, cản phá 148 cú sút (chỉ sau Oliver Baumann), trong đó có 90 cú sút ở khu vực penalty.

### Leicester City
Vào ngày 3 tháng 6 năm 2016,Zieler trở lại nước Anh để khoác áo Leicester City với bản hợp đồng 4 năm, phí chuyển nhượng không được tiết lộ.
Anh có trận ra mắt cho đội vào ngày 27 tháng 8 năm 2016, thay thế cho Kasper Schmeichel phút 57 trong chiến thắng 2-1 trước Swansea City A.F.C.

### VfB Stuttgart
Ngày 11 tháng 7 năm 2017, Zieler chuyển sang VfB Stuttgart với bản hợp đồng có thời hạn 3 năm. Anh sẽ khoác áo số 16 ở đội bóng mới.

### Trở lại Hannover 96
Vào ngày 17 tháng 6 năm 2019, Zieler rời câu lạc bộ VfB Stuttgart. Anh trở lại câu lạc bộ Hannover 96, câu lạc bộ giúp anh gây dựng sự nghiệp thi đấu bóng đá của minh.

## Sự nghiệp thi đấu quốc tế
Zieler được gọi lên tuyển Đức vào năm 2011 và có trận đấu đầu tiên gặp đội tuyển Ukraine vào ngày 11 tháng 11 năm 2011. Trận đấu kết thúc với tỉ số 3-3. Anh được tham dự Euro 2012 và World Cup 2014

## Thống kê sự nghiệp
Tính đến 17 tháng 11 năm 2015.
| Câu lạc bộ          | Mùa giải            | Giải đấu            | Giải đấu | Giải đấu | Cúp quốc gia1 | Cúp quốc gia1 | Châu lục2 | Châu lục2 | Tổng cộng | Tổng cộng | Ref.  |
| Câu lạc bộ          | Mùa giải            | Mùa giải            | Trận     | Bàn      | Trận          | Bàn           | Trận      | Bàn       | Trận      | Bàn       | Ref.  |
| ------------------- | ------------------- | ------------------- | -------- | -------- | ------------- | ------------- | --------- | --------- | --------- | --------- | ----- |
| Northampton Town    | 2008–09             | League One          | 2        | 0        | 0             | 0             | —         | —         | 2         | 0         | [ 3 ] |
| Hannover 96 II      | 2010–11             | Regionalliga Nord   | 15       | 0        | —             | —             | —         | —         | 15        | 0         | [ 4 ] |
| Hannover 96         | 2010–11             | Bundesliga          | 15       | 0        | 0             | 0             | —         | —         | 15        | 0         | [ 4 ] |
| Hannover 96         | 2011–12             | Bundesliga          | 34       | 0        | 2             | 0             | 13        | 0         | 49        | 0         | [ 5 ] |
| Hannover 96         | 2012–13             | Bundesliga          | 34       | 0        | 3             | 0             | 12        | 0         | 49        | 0         | [ 6 ] |
| Hannover 96         | 2013–14             | Bundesliga          | 34       | 0        | 2             | 0             | —         | —         | 36        | 0         | [ 7 ] |
| Hannover 96         | 2014–15             | Bundesliga          | 34       | 0        | 2             | 0             | —         | —         | 36        | 0         | [ 8 ] |
| Hannover 96         | 2015–16             | Bundesliga          | 12       | 0        | 2             | 0             | —         | —         | 14        | 0         | [ 9 ] |
| Hannover 96         | Tổng cộng           | Tổng cộng           | 163      | 0        | 11            | 0             | 25        | 0         | 199       | 0         | —     |
| Tổng cộng sự nghiệp | Tổng cộng sự nghiệp | Tổng cộng sự nghiệp | 180      | 0        | 11            | 0             | 25        | 0         | 216       | 0         | —     |

- 1.^ Bao gồm FA Cup và DFB-Pokal.
- 2.^ Bao gồm UEFA Europa League.

### Đội tuyển quốc gia
Tính đến ngày 25 tháng 3 năm 2015.
| Đức       | Đức  | Đức |
| Năm       | Trận | Bàn |
| --------- | ---- | --- |
| 2011      | 1    | 0   |
| 2012      | 1    | 0   |
| 2014      | 2    | 0   |
| 2015      | 1    | 0   |
| Tổng cộng | 5    | 0   |

## Danh hiệu

### Quốc tế
U-19 Đức
- Giải vô địch bóng đá U-19 châu Âu (1): 2008

Đức
- Giải bóng đá vô địch thế giới: 2014